# Jimmy Blandón
Jimmy Blandón (Esmeraldas, Ecuador, 20 de noviembre de 1969) es un exfutbolista ecuatoriano. Jugó en 30 partidos de la Selección del Ecuador entre 1997 y 2000. Fue un firme centrocampista defensivo con gran traslado y condición física incansable.
Blandón ha jugado en clubes de fútbol de Ecuador para el Barcelona, Emelec y Deportivo Cuenca, en Colombia para Millonarios, así como para el club boliviano Blooming.

## Selección nacional
Ha sido internacional con la Selección de fútbol de Ecuador en 30 ocasiones, disputó la Copa América 1997 y ganó la Copa Canadá: 1999.

### Participaciones enCopas América
| Torneo            | Sede     | Resultado      | PJ | GA | Asis |
| ----------------- | -------- | -------------- | -- | -- | ---- |
| Copa América 1999 | Paraguay | Fase de grupos | 3  | 0  | 0    |

### Participaciones enEliminatorias al Mundial
| Eliminatoria                                | Sede del Mundial       | Posición               | Resultado   | PJ | GA | Asis |
| ------------------------------------------- | ---------------------- | ---------------------- | ----------- | -- | -- | ---- |
| Eliminatorias Mundial de Francia 1998       | Francia                | 6°lugar 21pts          | Eliminado   | 9  | 0  | 0    |
| Eliminatorias Mundial de Corea y Japón 2002 | Corea del Sur y Japón  | 2°lugar 31pts          | Clasificado | 5  | 0  | 0    |
| Total en Eliminatorias                      | Total en Eliminatorias | Total en Eliminatorias | 1/2         | 14 | 0  | 0    |

## Clubes
| Club             | País     | Año         |
| ---------------- | -------- | ----------- |
| Juvenil          | Ecuador  | 1990        |
| Santos           | Ecuador  | 1991 - 1993 |
| Audaz Octubrino  | Ecuador  | 1993        |
| Deportivo Cuenca | Ecuador  | 1994 - 1997 |
| Millonarios      | Colombia | 1998        |
| Deportivo Cuenca | Ecuador  | 1999        |
| Blooming         | Bolivia  | 1999 - 2000 |
| Barcelona        | Ecuador  | 2000        |
| Santa Rita       | Ecuador  | 2001        |
| Barcelona        | Ecuador  | 2002        |
| Espoli           | Ecuador  | 2003        |
| Deportivo Cuenca | Ecuador  | 2004        |
| Audaz Octubrino  | Ecuador  | 2004        |
| Emelec           | Ecuador  | 2005        |
| Santa Rita       | Ecuador  | 2005        |
| 5 de Agosto      | Ecuador  | 2006        |
| Valencia         | Ecuador  | 2007        |

## Palmarés

### Campeonatos nacionales
| Título             | Club             | País    | Año     |
| ------------------ | ---------------- | ------- | ------- |
| Serie B de Ecuador | Centro Juvenil   | Ecuador | 1990 E2 |
| Serie B de Ecuador | Santos           | Ecuador | 1992 E2 |
| Serie B de Ecuador | Deportivo Cuenca | Ecuador | 1995    |
| Liga Profesional   | Blooming         | Bolivia | 1999    |
| Serie A de Ecuador | Deportivo Cuenca | Ecuador | 2004    |

### Campeonatos internacionales
| Título      | Club                  | País   | Año  |
| ----------- | --------------------- | ------ | ---- |
| Copa Canadá | Selección Ecuatoriana | Canadá | 1999 |